# Вулиця Софії Галечко
Ву́лиця Софії Галечко — вулиця в Солом'янському районі Києва, місцевість Олександрівська слобідка. Пролягає від Преображенської вулиці (тупик) до кінця забудови (має дворовий виїзд на вулицю Братів Зерових).

## Історія
Вулиця виникла на початку XX століття (не пізніше 1912 року) під назвою (3-я) Гоголівська. 1955 року отримала назву вулиця Зої Космодем'янської, на честь радянської партизанки Героя Радянського Союзу Зої Космодем'янської.
Сучасна назва на честь української громадської діячки та військовички, хорунжої УСС Софії Галечко — з 2022 року.

## Зображення

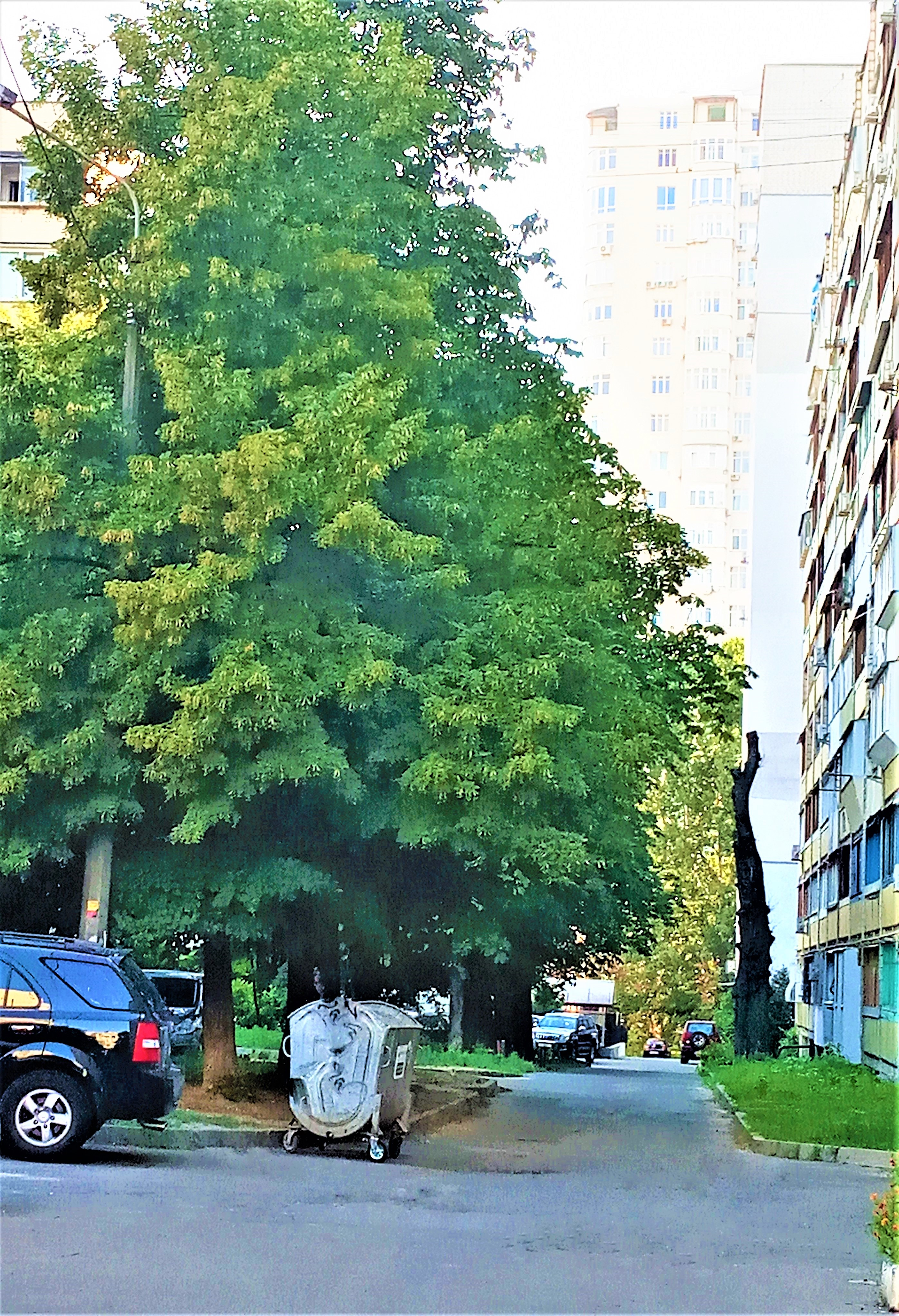
Вулиця Софії Галечко